# Heidi Witzig
Heidi Witzig (* 1944 in Zürich; ehemals Heidi Schäppi-Witzig; heute Heidi Witzig Vetterli) ist eine Schweizer Historikerin.

## Leben
Witzig wuchs als Tochter eines Büromöbelfabrikanten in Frauenfeld auf. Sie studierte Geschichte und Kunstgeschichte an den Universitäten Zürich und Florenz und promovierte 1978 in Zürich über die italienische Frührenaissance. Sie arbeitete als Dokumentalistin beim Schweizer Fernsehen DRS. Seit 1986 ist sie freischaffende Historikerin. Ihre Forschungsschwerpunkte sind die Alltags- und die Frauengeschichte. Ihre „Arbeiten waren lange Zeit vom Zorn gegen die Ungleichstellung der Frauen getrieben gewesen“. 2021 wurde sie mit einem Ehrendoktortitel der Universität Luzern ausgezeichnet.
Sie vertrat ab ca. 1982 während acht Jahren die SP im Gemeinderat (Parlament) von Uster. Als Mitbegründerin der „GrossmütterRevolution“ engagiert sie sich „für Frauen im Pensionierungsalter“ und „für ein Alter in Würde und soziale Absicherung für alle“.
Witzig ist verwitwet, hat eine Tochter und ist Mitglied im Verein Klimaseniorinnen Schweiz.

## Schriften (Auswahl)
Als Autorin
- Heidi Schäppi-Witzig: Die Florentiner Bürger und ihre Stadt: Eine kulturgeschichtliche Analyse des 15. Jahrhunderts. Reihe W, Zürich 1978 (Dissertation).
- mit Elisabeth Joris: Brave Frauen – aufmüpfige Weiber: Wie sich die Industrialisierung auf Alltag und Lebenszusammenhänge von Frauen auswirkte (1820–1940). Chronos, Zürich 1992; 3. Auflage 2001.
- Polenta und Paradeplatz: Regionales Alltagsleben auf dem Weg zur modernen Schweiz 1880–1914. Chronos, Zürich 2000; 2. Auflage 2001.
- Wie kluge Frauen alt werden: Was sie tun und was sie lassen. Mit Porträts von Sabine Bobst. Xanthippe, Zürich 2007; 3. Auflage 2008; Taschenbuchausgabe 2012.

Als Herausgeberin
- mit Elisabeth Joris: Frauengeschichte(n): Dokumente aus zwei Jahrhunderten zur Situation der Frauen in der Schweiz. Limmat, Zürich 1986; 4. Auflage 2001.
- mit Felix Müller und Kathrin Arioli: Unruhige Verhältnisse: Frauen und Männer im Zeitalter der Gleichberechtigung. 15 Porträts aus dem Kanton Zürich. Limmat, Zürich 2002.